# Oblężenie Famagusty
Oblężenie Famagusty – oblężenie, które miało miejsce w czasie wojny Republiki Weneckiej z Imperium Osmańskim o panowanie na Cyprze i trwało od 18 września 1570 roku do 6 sierpnia 1571. Oblężenie zakończyło się zajęciem miasta przez Turków i rzezią jego obrońców i cywilnych mieszkańców. Od zdobycia Famagusty datuje się początek trwających 307 lat rządów tureckich na wyspie.

## Przebieg oblężenia
Mustafa Lala Pasza, dowódca wojsk osmańskich, dysponował wielką flotą i armią liczącą, według niektórych kronikarzy weneckich, nawet 200 000 ludzi. Miał też do dyspozycji ciężkie działa oblężnicze. Garnizon miasta, dowodzony przez Wenecjanina kapitana Marcantonia Bragadina liczył początkowo 5000 ludzi, przy czym w styczniu udało się – przełamując blokadę turecką – przedostać do portu posiłkom w sile około 1000 żołnierzy.
Heroiczna obrona, w czasie której odparto siedem szturmów generalnych (w czasie ostatniego z nich Turcy zdołali wedrzeć się do cytadeli, skąd zostali wyparci przy wielkich stratach z obu stron), skłoniła Mustafę do zaproponowania obrońcom kapitulacji na honorowych warunkach (mieli swobodnie odpłynąć na Kretę).

## Rzeź
Nie wiadomo, czy był to tylko wybieg ze strony tureckiego wodza, czy też po przybyciu weneckich dowódców do obozu tureckiego, gdzie miano negocjować warunki rozejmu i kapitulacji, doszło do jakiegoś nieporozumienia, dość, że zostali oni zamordowani, a sam Bragadino obdarty żywcem ze skóry.
Gdy tureccy zdobywcy wkroczyli do zdobytego miasta i zobaczyli jak nieznaczne siły (w trakcie walk stopniały one do około 2000) opierały im się przez blisko jedenaście miesięcy, wpadli we wściekłość i dokonali rzezi obrońców i mieszkańców Famagusty. Głowy ściętych oficerów weneckich zatknięto na szczytach masztów galer tureckich, a skórę Bragadina wypchano końskim włosiem i zawieziono do Stambułu, co ponoć nie zostało dobrze przyjęte przez sułtana. Selim II miał być wstrząśnięty okrucieństwem swoich żołnierzy.
W roku 1580 skóra obrońcy Famagusty została wykradziona z arsenału w Stambule, przewieziona do Wenecji i złożona w jednym z tamtejszych kościołów.

## Rezultaty oblężenia Famagusty
Podczas oblężenia miasta papież Pius V ogłosił krucjatę dla oswobodzenia Famagusty, czego skutkiem było powstanie Ligi Świętej. W dwa miesiące po upadku miasta flota osmańska została zniszczona w bitwie pod Lepanto, co skutecznie zapobiegło dalszej ekspansji Turcji w środkowym i zachodnim akwenie Morza Śródziemnego.